# Estadi Presidente Perón

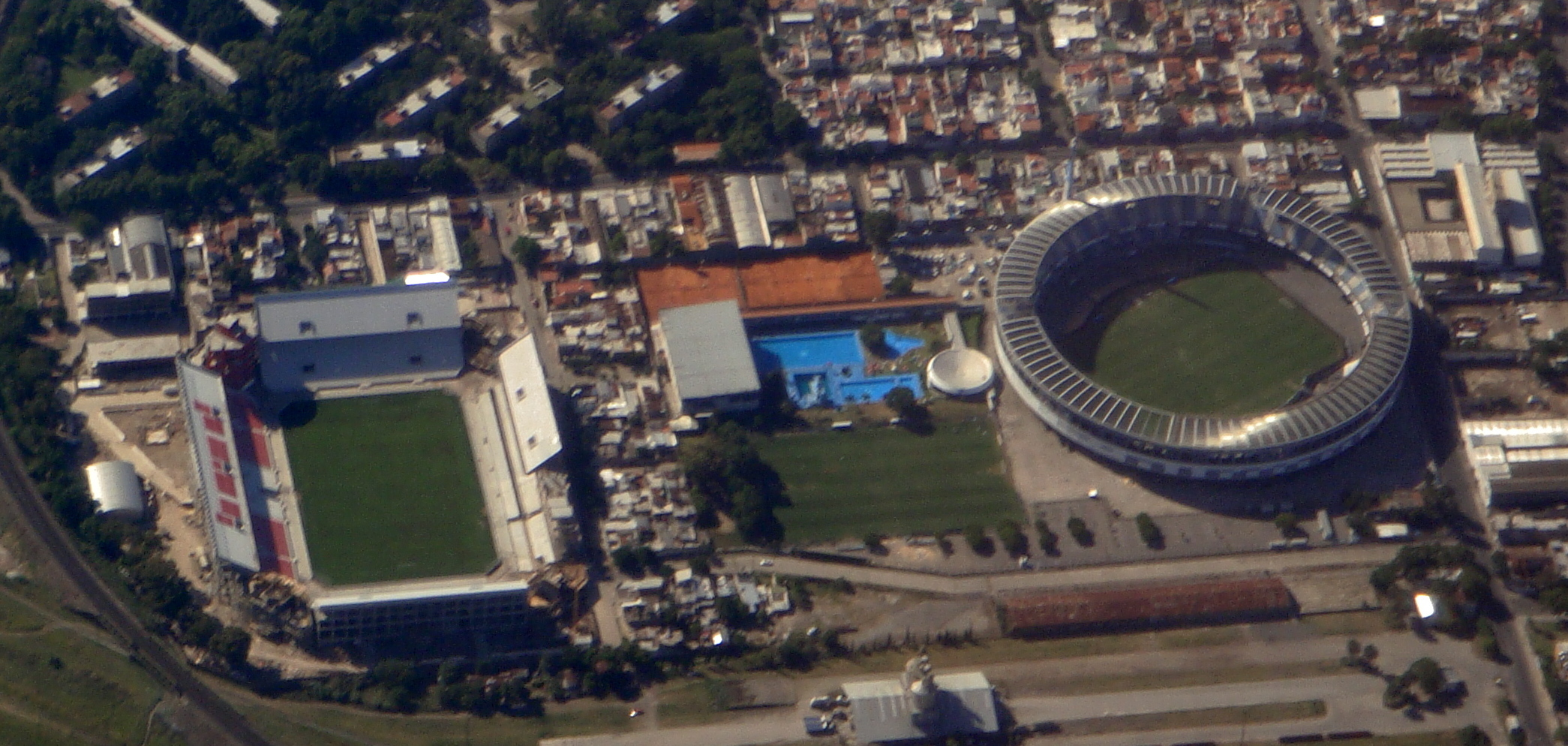
Curiosament l'Estadi Presidente Perón i l'Estadi Libertadores de América (l'estadi del Club Atlético Independiente, el seu clàssic rival) estan a menys de 300 metres de distància.

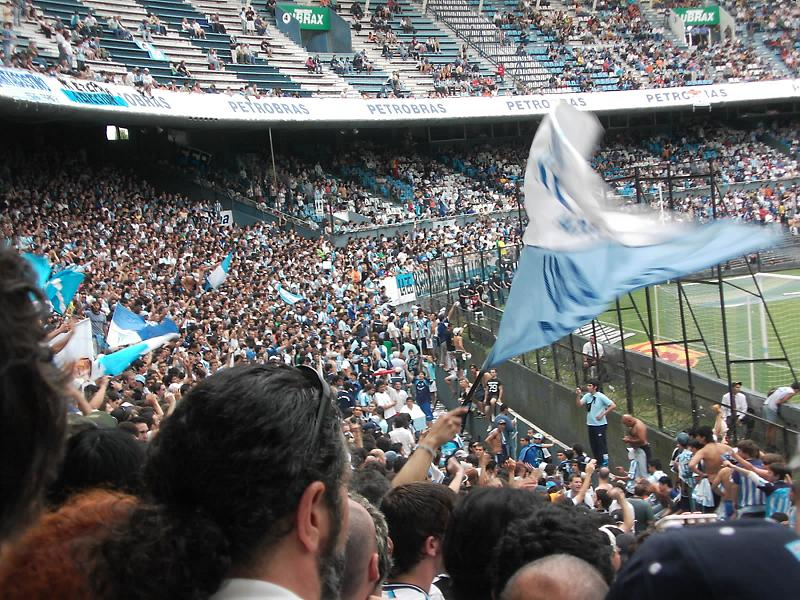

L'Estadi Presidente Perón (conegut popularment com El Cilindre) és un estadi de futbol a la ciutat d'Avellaneda, a la zona sud del Gran Buenos Aires, Argentina, propietat del Racing Club de Avellaneda, on disputa els seus partits de local. Està situat als carrers Mozart i Corbatta, al costat dels carrers Itàlia i Colón.
Posseeix un obelisc en un dels costats del camp, sent així un dels camps més alts de l'Argentina. Al cim d'aquest hi ha un masteler amb una bandera del Racing Club de Avellaneda, i també un lloc per col·locar una càmera de televisió i transmetre partits en viu.
Va ser el primer estadi de l'Argentina a tenir la totalitat de les platees cobertes després de les reformes fetes en la dècada dels 90 en el sistema d'il·luminació.
Les dimensions del camp de joc són de 105 x 70 metres, el que en fa un dels de major superfície del país.
La capacitat original de l'estadi era de 100.000 persones, encara que aquest nombre va ser excedit en nombroses ocasions, arribant fins i tot als 125.000 espectadors, per exemple, en la final de la Copa Intercontinental de futbol de 1967 i 120.000 espectadors en la final de la Copa Libertadores de 1967, segons asseguren diverses fonts. A causa de les diferents remodelacions, la capacitat de l'estadi va ser reduïda als 70.000 espectadors, i posteriorment, a causa de les diferents normes de seguretat imposades per l'AFA, a 51.308 persones.